# Xylocopa olivieri
Xylocopa olivieri là một loài Hymenoptera trong họ Apidae. Loài này được Lepeletier mô tả khoa học năm 1841.

## Hình ảnh

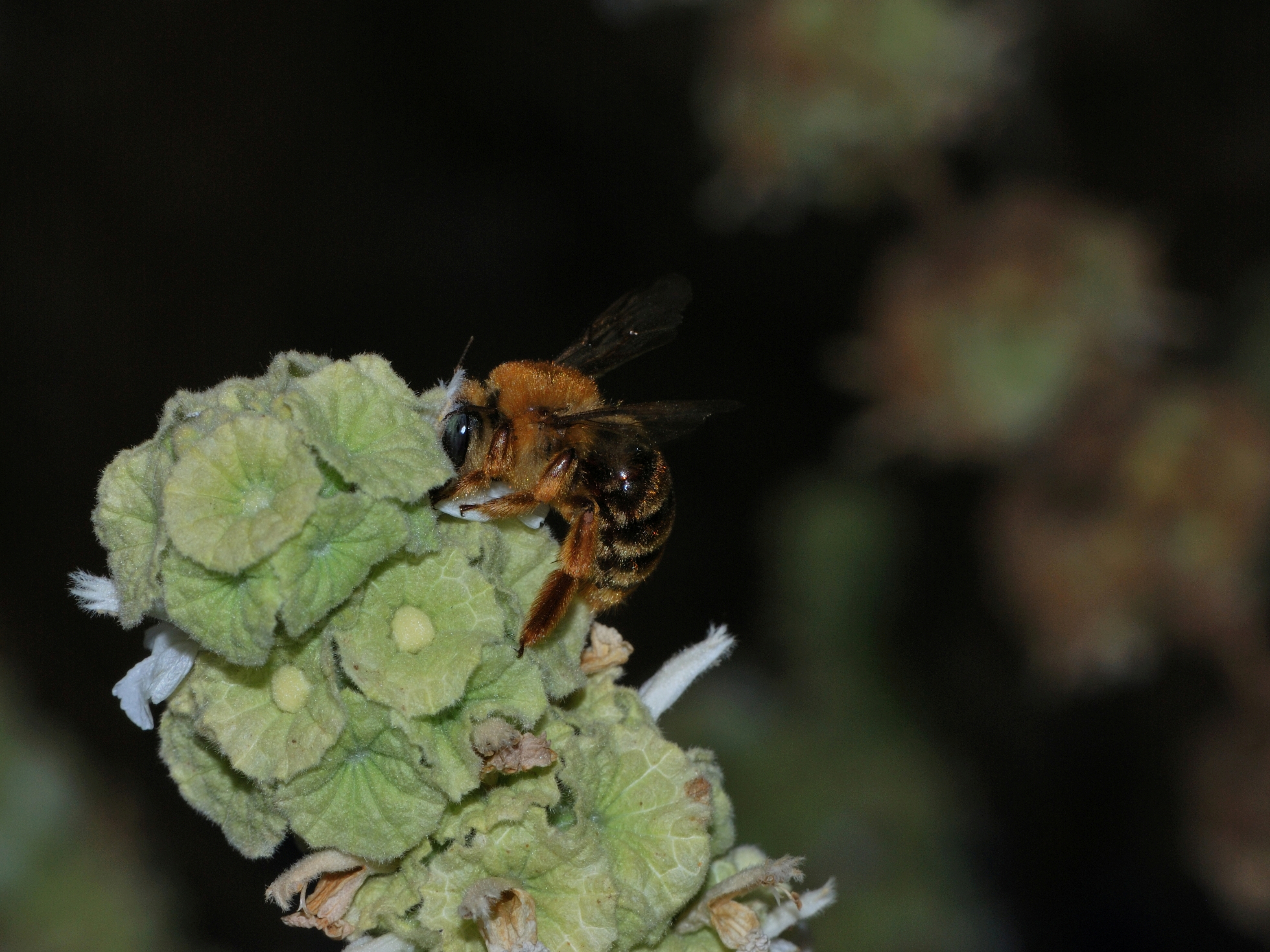
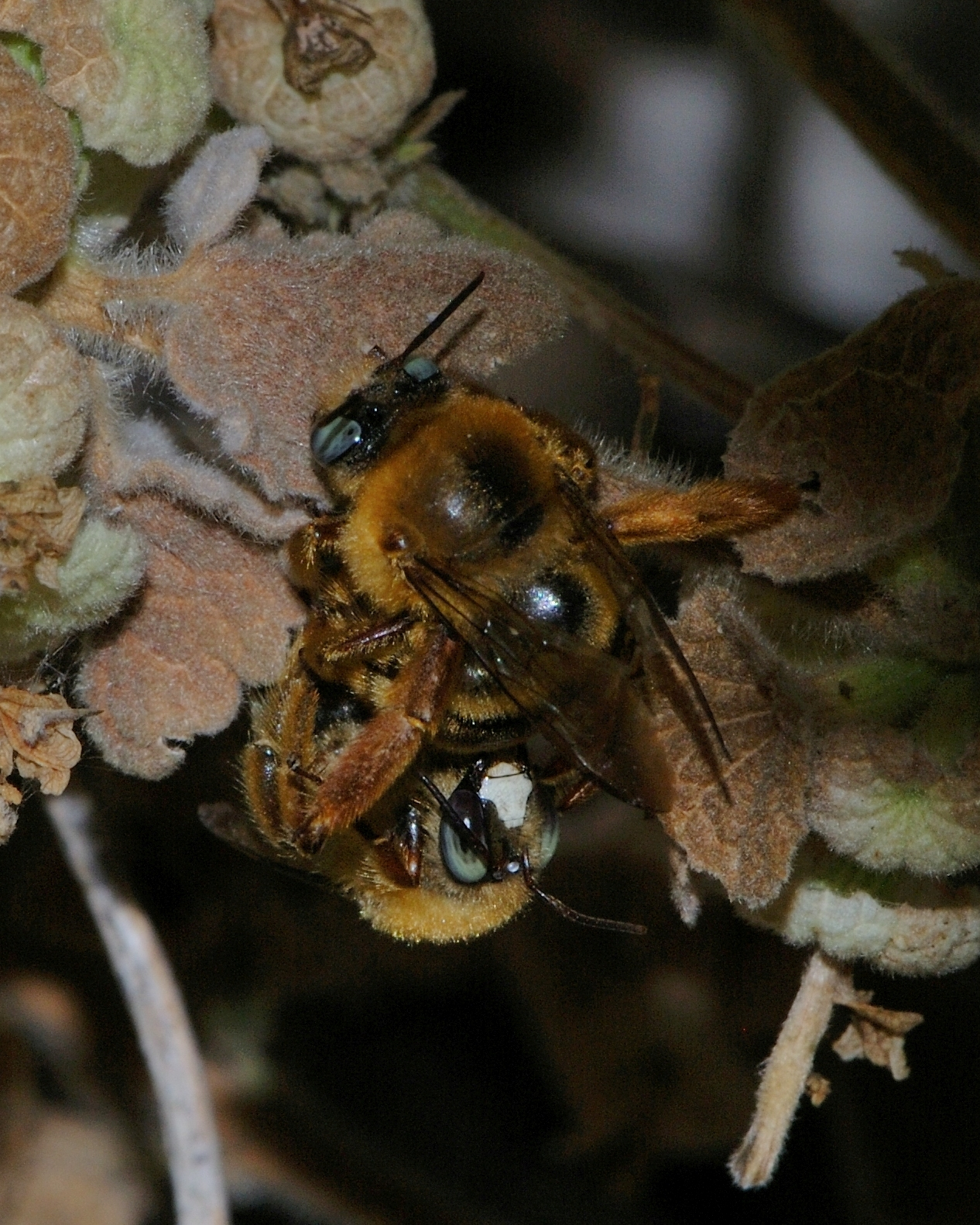
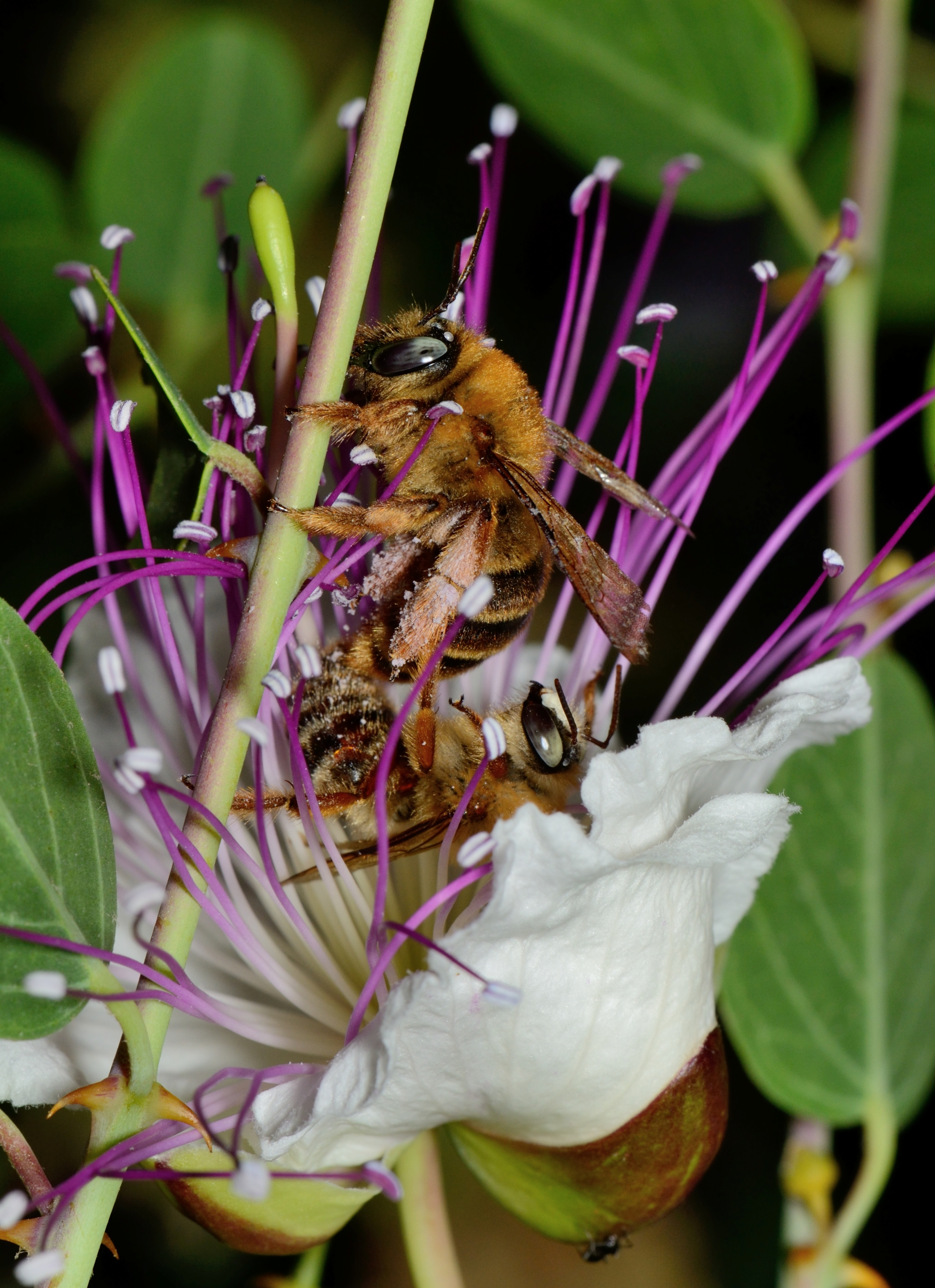
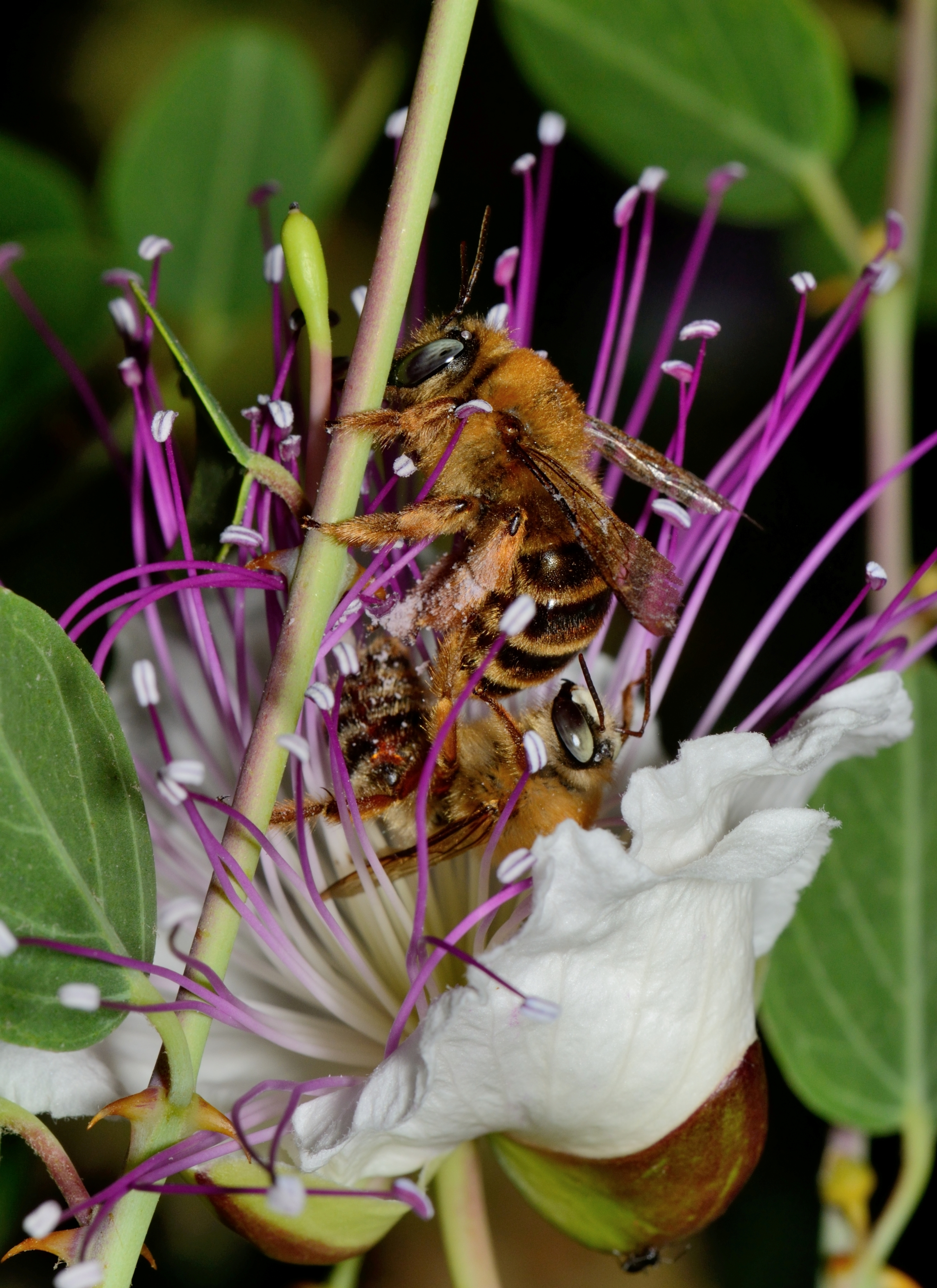